# Villa El Patio
La villa El Patio est une maison située 27 boulevard du Parc-Impérial, à Nice, en France.

## Historique
L'architecte de cette villa est Aaron Messiah.
La maison a été construite pour Martin Masse, clerc de notaire et consul de Monaco à Nice. L'architecte n'est pas connu.
La villa El Patio est inscrite au titre des monuments historiques depuis le 1er septembre 1999. 
L'édifice a reçu le label « Patrimoine du XXe siècle ».

## Description
La villa est située près de la cathédrale orthodoxe russe Saint-Nicolas.
Elle a été construite dans un style hispano-mauresque. C'est une maison de trois étages avec un toit-terrasse, autour d'un patio à jour central.